# Ken Green (labdarúgó)
Kenneth Green (West Ham, 1924. április 27. – Sutton Coldfield, 2001. június 7.) angol labdarúgóhátvéd.
Az angol válogatott tagjaként részt vett az 1954-es labdarúgó-világbajnokságon.